# Diphyllodes
Diphyllodes Lesson, 1834 è un genere di uccelli passeriformi della famiglia Paradisaeidae.

## Etimologia
Il nome scientifico del genere si compone del prefisso di-, col significato di "due", della parola greca φύλλον (fýllon, "foglia") e dal suffisso anch'esso di derivazione greca -οειδής (-oeidís, latinizzato in -oīdes, "simile a"), col significato di "simile a due foglie", in riferimento alla forma della coda.

## Descrizione
Le specie ascritte al genere, coi loro 16–19 cm di taglia massima, rappresentano i membri di minori dimensioni fra gli uccelli del paradiso.

L'aspetto di questi uccelli ricorda quello delle pitte, con corpo robusto, becco corvino e grandi occhi: anche in questo genere è presente un marcato dicromatismo sessuale, con le femmine dalla colorazione mimetica (grigio-bruna sul dorso e biancastra screziata di scuro sul ventre) ed i maschi estremamente colorati con faccia, gola e ventre neri, petto verde iridescente, dorso e ali rossi o gialli a seconda della specie, coda con caratteristiche penne centrali filiformi ed arricciate verso l'esterno.

## Distribuzione e habitat
Le due specie ascritte al genere, come la maggior parte degli uccelli del paradiso, sono endemiche della Nuova Guinea e delle isole circonvicine: la paradisea magnifica vive infatti un po' tutta la porzione dell'isola a nord della Cordigliera Centrale, mentre la paradisea calva è confinata ad alcune isole a nord-est del Paese.

## Biologia
Si tratta di uccelli diurni e solitari, abitatori della canopia. La loro dieta si compone prevalentemente di frutta, ma anche di nettare, insetti e piccoli animali.
Come la maggior parte degli uccelli del paradiso, anche questi uccelli sono poligini, coi maschi che si esibiscono in lek effettuando parate atte ad attrarre il maggior numero di femmine possibile con le quali accoppiarsi.
La femmina, dopo l'accoppiamento, si sobbarca in completa solitudine la costruzione del nido, la cova e le cure parentali ai pulli, che sono ciechi ed implumi alla schiusa.

## Tassonomia
Se ne conoscono due specie:
- Diphyllodes magnificus (Forster, 1781) - paradisea magnifica;
- Diphyllodes respublica Bonaparte, 1850 - paradisea repubblicana;

Un tempo se ne riconosceva una terza specie, Diphyllodes gulielmi III Meyer, 1875, attualmente considerata un caso di ibridazione fra la paradisea magnifica e la paradisea reale.
Nell'ambito della famiglia Paradisaeidae, il genere va a formare un clade con l'affine genere Cicinnurus (del quale viene da alcuni considerato un sottogenere) e con le paradisee propriamente dette del genere Paradisaea.